# Пико Ривера (Калифорнија)
Пико Ривера (енгл. Pico Rivera) град је у америчкој савезној држави Калифорнија. По попису становништва из 2010. у њему је живело 62.942 становника.

## Демографија
Према попису становништва из 2010. у граду је живело 62.942 становника, што је 486 (0,8%) становника мање него 2000. године.
| Група             | 2000.          | 2010.          |
| Белци             | 4.914 (7,7%)   | 3.281 (5,2%)   |
| Афроамериканци    | 450 (0,7%)     | 602 (1,0%)     |
| Азијати           | 1.681 (2,7%)   | 1.614 (2,6%)   |
| Хиспаноамериканци | 56.000 (88,3%) | 57.400 (91,2%) |
| Укупно            | 63.428         | 62.942         |